# Sciaphila papillosa
Sciaphila papillosa är en enhjärtbladig växtart som beskrevs av Odoardo Beccari. Sciaphila papillosa ingår i släktet Sciaphila och familjen Triuridaceae. Inga underarter finns listade.